# Фарен (Вале)
Фарен (нім. Varen VS) — громада  в Швейцарії в кантоні Вале, округ Лойк.

## Географія
Громада розташована на відстані близько 75 км на південь від Берна, 22 км на північний схід від Сьйона.
Фарен має площу 12,8 км², з яких на 4% дозволяється будівництво (житлове та будівництво доріг), 32,1% використовуються в сільськогосподарських цілях, 34% зайнято лісами, 29,9% не є продуктивними (річки, льодовики або гори).

## Демографія
2019 року в громаді мешкало 658 осіб (+5,4% порівняно з 2010 роком), іноземців було 7,4%. Густота населення становила 51 осіб/км².
За віковим діапазоном населення розподілялося таким чином: 17% — особи молодші 20 років, 54,3% — особи у віці 20—64 років, 28,7% — особи у віці 65 років та старші. Було 295 помешкань (у середньому 2,2 особи в помешканні).
Із загальної кількості 195 працюючих 97 було зайнятих в первинному секторі, 14 — в обробній промисловості, 84 — в галузі послуг.